# Centre international pour enfants disparus et sexuellement exploités
Le Centre international pour enfants disparus et sexuellement exploités (ICMEC) est une organisation non gouvernementale luttant contre l'exploitation des enfants et l'abus sexuel sur mineur.

## Membres du comité honoraire
- Reine Paola de Belgique
- Bernadette Chirac
- Reine Silvia de Suède
- Reine Sabika bint Ibrahim Al Khalifa
- Princesse Lalla Meryem du Maroc
- Bajrakitiyabha Mahidol
- Margarida Sousa Uva Barroso
- Valentina Matvienko